# Agrilinus isajevi
Agrilinus isajevi är en skalbaggsart som beskrevs av Kabakov 1996. Agrilinus isajevi ingår i släktet Agrilinus och familjen Aphodiidae. Inga underarter finns listade i Catalogue of Life.